# Cocoelidia antlera
Cocoelidia antlera är en insektsart som beskrevs av Delong 1953. Cocoelidia antlera ingår i släktet Cocoelidia och familjen dvärgstritar. Inga underarter finns listade i Catalogue of Life.